# Orthevielle
 Orthevielle  (en occitano Òrta Vièla) es una población y comuna francesa, situada en la región de Aquitania, departamento de Landas, en el distrito de Dax y cantón de Peyrehorade.

## Demografía
| 588 | 629 | 643 | 705 | 741 | 719 |
| Para los censos de 1962 a 1999 la población legal corresponde a la población sin duplicidades (Fuente: INSEE [Consultar]) |     |     |     |     |     |